# Alianza Valledupar
El Alianza Valledupar, cuya denominación oficial es Alianza Fútbol Club, es un club de fútbol colombiano de la ciudad de Valledupar  en el departamento del Cesar. Juega actualmente en la Categoría Primera A, máxima categoría del fútbol profesional colombiano.
El club fue fundado el 16 de enero del año 2024  gracias a la gestión del político local de Valledupar, Ape Cuello, surgiendo como sucesor del desaparecido Alianza Petrolera, con sus mismos propietarios, al conseguir un acuerdo económico con la ciudad de Valledupar.Aunque los rumores indicaban que se denominaría Alianza Vallenata, no fue posible debido a que ya existe un club afiliado a Difutbol con esa denominación.

## Inicios del fútbol profesional en Valledupar
En el año 2003 fue creado el Valledupar Fútbol Club, equipo que compitió en la Categoría Primera B entre 2003 y 2023 en el Estadio Armando Maestre Pavajeau, cuyo máximo logro fue disputar la serie de promoción en la temporada 2006, quedándose sin lograr el ascenso al caer ante Atlético Huila.
El 23 de junio de 2023, los propietarios del Valledupar F. C. informaron a través de un comunicado por sus redes sociales la desaparición del club, después de que sus dueños decidieran trasladar la ficha a la ciudad de Soacha renombrándolo en aquel momento como Real Soacha Cundinamarca, hoy Real Cundinamarca.

## Historia

### Temporada 2023 y nacimiento de Alianza F. C.
En 2023 fue la mejor temporada en la historia de Alianza Petrolera, logrando la clasificación para la Copa Sudamericana 2024. Posteriormente, el 16 de enero de 2024 se confirma la desaparición de Alianza Petrolera y sus colores, debido a que el propietario de la ficha Carlos Ferreira decidió trasladarla a Valledupar, cambiando su nombre a Alianza Futbol Club.

### Temporada 2024
El 21 de enero de 2024 Alianza jugó su primer partido en la Categoría Primera A contra Atlético Nacional el cual perdería por 3-1 y en su último partido perdería por 1-0 ante el Atlético Bucaramanga. Al finalizar el torneo apertura Alianza terminaría en el penúltimo puesto solo por encima de Patriotas.

#### Participación en Copa Sudamericana
Debido a que su antecesor Alianza Petrolera había clasificado a la fase preliminar de la Copa Sudamericana 2024 al ocupar el octavo puesto de la tabla de reclasificación de la temporada 2023, como Alianza Petrolera, el equipo en su primer año pudo disputar partidos internacionales. Alianza se clasificó a la fase de grupos del certamen tras derrotar en la fase previa por 2-1 al América de Cali. El equipo fue encuadrado en el grupo B de la copa junto con Cruzeiro, Universidad Católica de Ecuador y Unión La Calera, en su primer partido cayó como local por la mínima contra Unión La Calera, empató a 3-3 con Cruzeiro en condición de visitante, y después cayó como local por 1-3 frente a la Universidad Católica y 0-3 contra Cruzeiro, quedando así sin esperanza de pasar a la siguiente fase, igualó sin goles frente a Universidad Católica y en su último partido derrotó 1-0 a Unión La Calera siendo su única victoria, quedando así como tercero de su grupo.
Pasaría algo inusual ya que Alianza perdió todos los partidos de local, pero empató dos y ganó uno en condición de visitante.

### Temporada 2025
Para la temporada 2025, con el ánimo de generar mayor sentido de pertenencia, el Alianza F. C. cambió su denominación a Alianza Valledupar, nombre con el que empezó a ser más conocido en el año. En el Torneo Apertura 2025, los dirigidos por Hubert Bodhert no lograron la clasificación a los Cuadrangulares Semifinales, quedando en el puesto 10 con 29 puntos, pero cerrando la temporada con su mayor goleada histórica por 6-1 sobre Independiente Santa Fe, club que a la postre se coronó campeón.

## Uniforme

### Evolución uniforme local
|  | 2024 |  | 2025 |

### Evolución uniforme visitante
| 2024 | 2025 |

### Evolución tercer uniforme
| 2024 | 2025 |

## Datos del club
- Temporadas en 1.ª: 2 (2024-Actualidad).
- Temporadas en 2.ª: 0
- Primer gol en Primera División:
  - Leonardo Saldaña el 21 de enero de 2024.[14]

Mayor goleada conseguida en Primera División:
- - 6-1 al Santa Fe el 25 de mayo de 2025[13]

- Mayores goleadas en contra
  - 0-4 contra Águilas Doradas el 17 de abril de 2024, en condición de visitante.
  - 0-4 contra Atlético Bucaramanga el 14 de noviembre de 2024 en condición de local.

Participaciones internacionales
- Copa Sudamericana: 1 (2024)
- Primer partido en torneos internacionales:
  - Alianza Fútbol Club 0 - 1 Unión La Calera (2024) el 3 de abril de 2024 como local
- Partido histórico
  - Cruzeiro 3 - 3 Alianza Fútbol Club[15] el 11 de abril de 2024 como visitante

| 07 de mayo, 19:00 (UTC-3) | Cruzeiro                            | 3:3 (3:0) | Alianza                         | Estadio Mineirão, Belo Horizonte |  |
|                           | Romero 7' · Silva 12' · Pereira 19' | Reporte   | Batalla 53,79' · Figueroa 90+6' |                                  |  |

### Temporadas en Primera División
Pts=Puntos; PJ=Partidos jugados; PE=Partidos empatados; P=Partidos perdidos; GF=Goles a favor; GC=Goles en contra; DIF=Diferencia de gol
| Temporada | Posición | PJ | PG | PE | PP | GF | GC | DIF | PTS |
| --------- | -------- | -- | -- | -- | -- | -- | -- | --- | --- |
| 2024-I    | 19°      | 19 | 4  | 4  | 11 | 15 | 29 | -14 | 16  |
| 2024-II   | 16°      | 19 | 4  | 5  | 10 | 17 | 25 | -8  | 17  |
| 2025-I    | 10°      | 20 | 8  | 5  | 17 | 23 | 21 | +2  | 29  |
| Total     | Total    | 58 | 16 | 14 | 38 | 55 | 75 | -20 | 62  |

## Jugadores

### Plantilla 2025-II
- Los equipos colombianos están limitados a tener en la plantilla un máximo de cuatro jugadores extranjeros. La lista incluye sólo la principal nacionalidad o nacionalidad deportiva de cada jugador.
- Los jugadores de categoría sub-20 no son tenidos en cuenta en el conteo de los 35 inscritos ante Dimayor.

### Altas y bajas 2025-II
| Altas           |                |                 |                         |
| Jugador         | Posición       | Procedencia     | Tipo                    |
| Luis Mina       | Defensa        | Estudiantes     | Cesión.                 |
| Fabián Mosquera | Centrocampista | Deportes Tolima | Libre.                  |
| Ayron del Valle | Delantero      | La Equidad      | Libre                   |
| Carlos Lucumí   | Delantero      | Fortaleza CEIF  | Rescisión del contrato. |

| Bajas           |                |                 |                  |
| Jugador         | Posición       | Destino         | Tipo             |
| Efrain Navarro  | Defensa        | Once Caldas     | Fin de contrato. |
| Royscer Colpa   | Centrocampista | Unión Magdalena | Cesión.          |
| Diego Mendoza   | Centrocampista | Barranquilla FC | Fin de cesión.   |
| Junior Jiménez  | Centrocampista | Moca            | Fin de contrato. |
| Misael Martínez | Delantero      | Unión Magdalena | Cesión.          |

### Jugadores en selecciones nacionales
Nota: en negrita jugadores parte de la última convocatoria en sus respectivas selecciones.
| País        | Categoría | Jugador(es)                |
| ----------- | --------- | -------------------------- |
| Colombia    | Absoluta  | Felipe Pardo, Pedro Franco |
| Colombia    | Sub-23    | Kalazán Suárez             |
| Colombia    | Sub-20    | Sergio Aponzá              |
| El Salvador | Absoluta  | Mayer Gil                  |
| Uruguay     | Absoluta  | Wiston Fernández           |

## Entrenadores
| Entrenador     | Período                 | PJ | PG | PE | PP | % | Ref.   |
| -------------- | ----------------------- | -- | -- | -- | -- | - | ------ |
| César Torres   | 16/01/2024 - 29/03/2024 | 25 | 7  | 3  | 15 |   | [ 16 ] |
| Hubert Bodhert | 3/04/2024 - act         | 3  | 1  | 0  | 2  |   | [ 17 ] |